# Чемоданы Тульса Люпера: Из Во к морю
«Чемоданы Тульса Люпера: Из Во к морю» (англ. The Tulse Luper Suitcases: Vaux to the Sea) — полнометражный фильм Питера Гринуэя, третий в серии «Чемоданы Тульса Люпера». Премьера состоялась в феврале 2004 года на Берлинском кинофестивале. Фильм рассказывает о следующих трёх эпизодах из жизни Тульса Люпера — выдуманного Гринуэем журналиста и писателя, провёдшего большую часть жизни в тюрьмах. Действие фильма происходит во Франции в разгар Второй мировой войны.

## Сюжет

### Эпизод 4: замокВо-ле-Виконт,Франция,1940 год
По поручению Джулиана Лефреника тюремщики Гюнтер Зелоти и Стефан Фигура доставляют Тульса Люпера во французский замок Во-ле-Виконт, занятый немецкими войсками под командованием генерала Фестлинга. Генерал увлечён евгеникой и собирается создать в замке арийский родильный дом. Зелоти заводит роман с мадам Плэнз, коллаборационисткой, живущей в замке. Люпер находит в замке 23 эстампа эротических гравюр Хендрика Гольциуса и Бартоломеуса Спрангера, украсть которые Люпера убеждают Зелоти и Фигура. Люпер также знакомится с немецким лейтенантом Харпшем, влюблённым в местную повариху Анну-Марию Осбакер. В замок тайно проникает Сисси Колпитц. Она полна решимости вызволить Люпера из плена.
Генерал Фестлинг устраивает праздничный бал, реконструирующий события в замке 17 августа 1661 года. Люпер изображает Людовика XIV, Фестлинг — Николя Фуке. Во время бала за Люпером приезжает генерал Плантинг, но в это время Тульс и Сисси предпринимают попытку сбежать. Люпера находят, возвращают в замок и приговаривают к расстрелу. Зелоти предаёт Фигуру и просит солдат расстрелять вместо Люпера Фигуру, обвиняя его в краже гравюр. Фигуру убивают, а Зелоти подвергают жестоким издевательствам. Когда солдаты оставляют его в покое, Зелоти убегает с Люпером и, прихватив мадам Пленс, уезжает из замка на автомобиле. По дороге он ссорится с мадам Плэнз и выталкивает её из автомобиля.

### Эпизод 5:Страсбург,Франция,1941 год

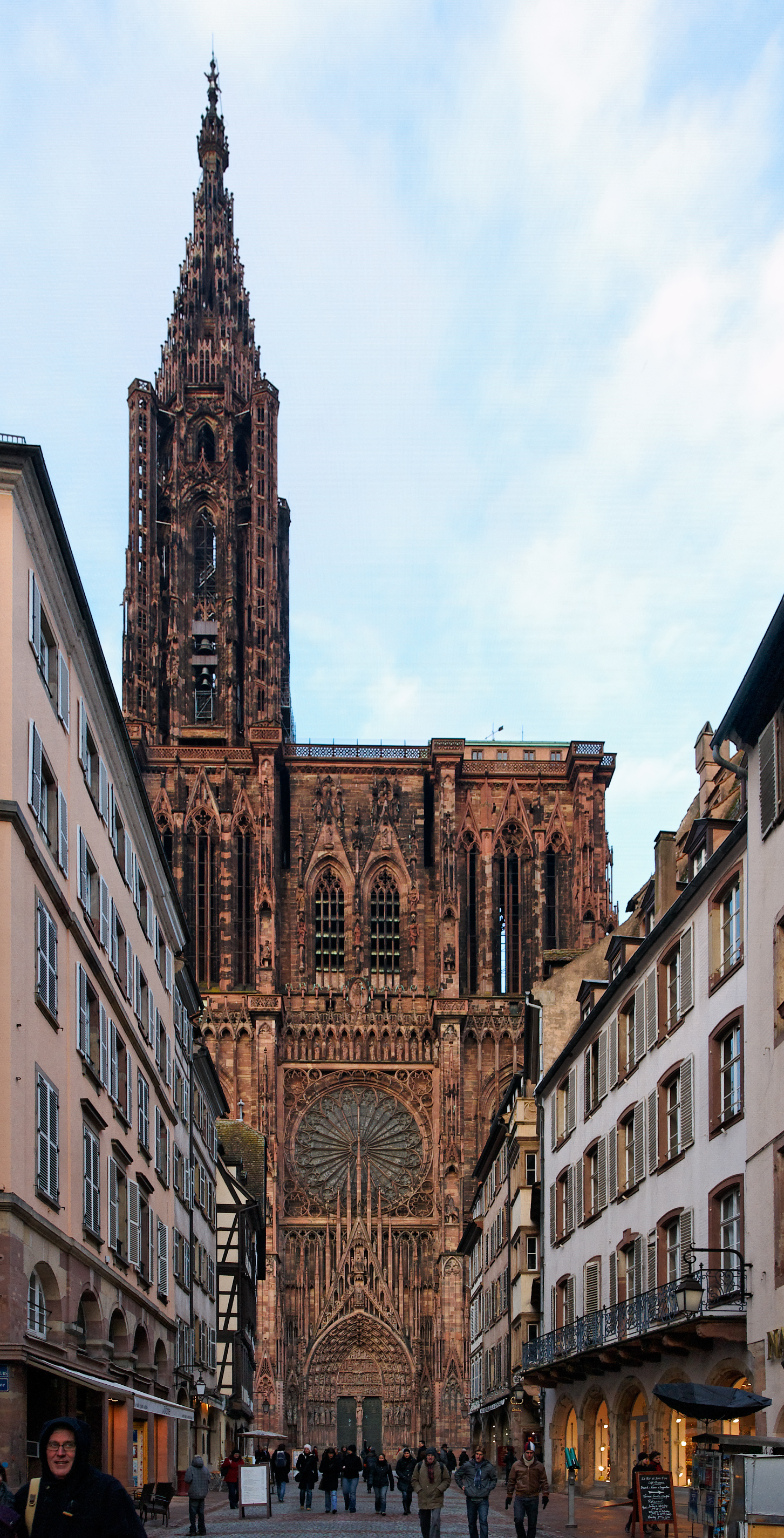
Западный фасад Страсбургского собора

В январе Зелоти привозит Люпера в Страсбург и заключает его в кинотеатре «Арк-ан-сьель» рядом со Страсбургским собором. Кинотеатр принадлежит братьям-близнецам Питеру и Полю Фуа. Люпер исполняет обязанности уборщика, билетёра и помощника киномеханика. В кинотеатре с целью поднятия патриотического духа французов показывают «Страсти Жанны д’Арк» Дрейера. По ночам, вдохновлённый собором и увиденными фильмами, он пишет пьесу «Дитя Страсбурга», по которой в 1993 году ставят фильм «Дитя Макона». Зелоти, ставший опекуном всех одиннадцати детей Фигуры, вымещает зло на Люпере.
Лефреник приходит в кинотеатр навестить Люпера. Его положение в национал-социалистической партии значительно выросло и сейчас он участвует в немецкой ядерной программе. Во время просмотра «Волшебника страны Оз» Люпер просит у Лефреника свободу, но тот отказывает, говоря, что получает большие деньги, продавая рукописи, написанные Люпером.
Однажды, во время показа фильма «Будю, спасённый из воды», в кинотеатр приходит Сисси Колпитц. Она рассказывает Люперу о плане побега. В назначенное время у собора его будет ждать автомобиль. Но в условленный день Люпер так и не появляется. От комментатора Томаса Аймокса мы узнаём, что Люпер покинул Страсбург на поезде с гробом и двумя детьми — Сесиль и Ионой Муатесье. Это случилось 22 мая.

### Эпизод 6:Динар,Иль-и-Вилен,Бретань,Франция, лето1941 года

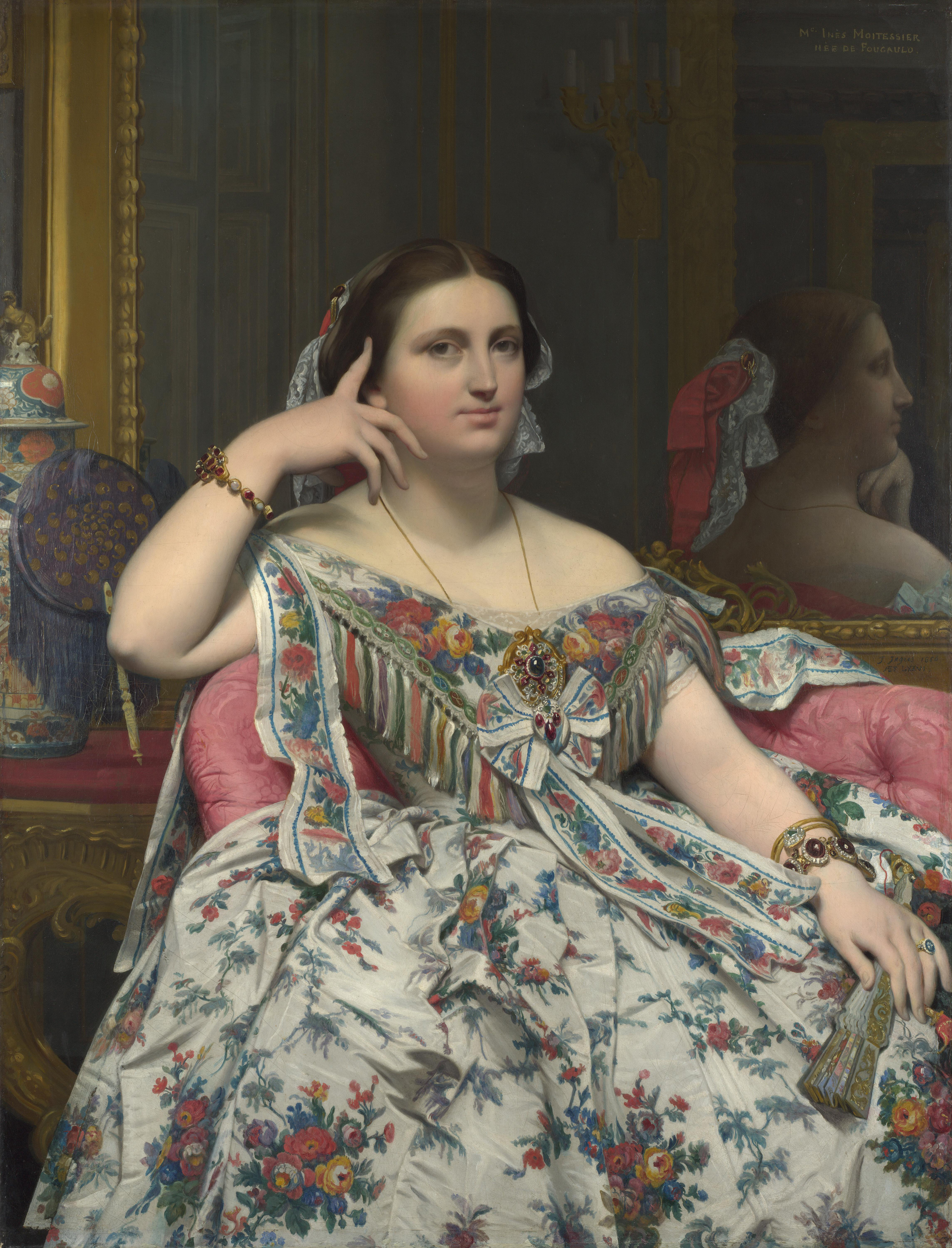
Доминик Энгр «Мадам Муатесье» (1856)

Сесиль и Иона приводят Люпера в свой дом, находящийся в респектабельном французском городке Динар. Их мать и хозяйка дома мадам Муатесье, словно сошедшая с полотна Энгра и помешанная на его картинах, нанимает Люпера в качестве домработницы и гувернантки. Поскольку в военное время все мужчины должны быть на фронте, Люпера переодевают в женские одежды. Муж, господин Муатесье, врач по профессии, показывает Люперу дом и свою лабораторию, в которой осуществляет патологоанатомические исследования. На столе лежит тело одного из братьев Фуа, владельцев кинотеатра «Арк-ан-сьель»: именно оно лежало в гробу, с которым Люпер ехал в поезде. Кроме Люпера в доме работает чернокожая служанка из Алжира.
Одна из обязанностей Люпера — позировать обнажённым для художественного кружка мадам Муатесье. Гости семьи, главным образом коллаборационисты, изображают Люпера по-разному: мужчиной, женщиной, гермафродитом, бесполым. Рисунки, созданные в противоречии между тем, что знаешь, и тем, что видишь, по ночам вдохновляют Люпера на написание сценария «Конфликт рисовальщика», по которому в 1982 году снимают фильм «Контракт рисовальщика».
Вечером, в комендантский час, кто-то стреляет в Вольфганга Спеклера, пианиста, проживавшего у семьи Муатесье. Это первое убийство в череде смертей, ставших объектом исследования Люпера в его работе «Смерть композитора».
Господину Муатесье доставляют тело второго из братьев Фуа. Служанка из Алжира, рассорившись с мадам Муатесье, убегает из дома. Кто-то передаёт Люперу пакет с вишнями. Играя с детьми на кухне, он смотрит в окно, что-то замечает, выпрыгивает из окна и уезжает на велосипеде. Господин Муатесье убивает жену из револьвера. Появившимся полицейским он говорит, что жену убили дети. Но полиция подозревает в убийстве исчезнувшего Люпера.

## Работа над фильмом
Сцены в замке Во-ле-Виконт на самом деле снимались в пьемонтском замке Раккониджи. Съёмки проходили в ноябре 2003 года.
По словам Гринуэя, в премьерный день над фильмом, который был показан в Берлине в девять вечера, ещё в шесть утра трудились шесть монтажёров.